# Pseudouridin
Pseudouridin (Ψ, systematicky 5-β-D-ribofuranosyluracil či 5-ribosyluracil) je nukleosid tvořený ribózou a uracilem, jenž je připojen na ribózu C-glykosidickou vazbou. Jedná se o izomer uridinu, od něhož se liší konkrétní pozicí cyklu, jímž je uracil k ribóze připojen (u uridinu je to 1' dusík, u pseudouridinu 5' uhlík uracilu).
Jedná se o vzácnější nukleosid, který však je součástí například molekul transferové RNA (tRNA, zejména v T-raménku) i v ribozomální RNA (rRNA) a v malé jaderné RNA (snRNA). Pokud se vyskytuje v antikodonu, pak páruje s adeninem. Pseudouridin vzniká z uridinu až po transkripci, tedy modifikací existující RNA, a to pomocí pseudouridinsyntáz. K celé řadě úprav dochází v jadérku a na řízení celého procesu mají zásadní roli malé molekuly jadérkové RNA (snoRNA). Při modifikaci rRNA v jadérku je uridin určený k modifikaci rozpoznán malou jadérkovou RNA třídy H/ACA box, která se přesně váže v bezprostřední blízkosti nukleotidu určeného k modifikaci, ale samotný uridin vystavuje k úpravě enzymem pseudouridin syntázou. Mutace jedné z těchto syntáz může vyústit až v onemocnění dyskeratosis congenita, jiné zase v myopatické a anemické onemocnění MLASA, takže je zřejmé, že pseudouridin v různých RNA plní závažné role. Po degradaci RNA se uvolňuje volný pseudouridin a protože neexistuje enzym, jenž by ho rozložil, je vylučován v intaktním stavu močí.

Syntéza pseudouridinu z uridinu